# Port lotniczy Nowy Urengoj
Port lotniczy Nowy Urengoj (IATA: NUX, ICAO: USMU) – port lotniczy położony 4 km na południowy zachód od Nowego Urengoja, w Jamalsko-Nienieckim Okręgu Autonomicznym, w Rosji.

## Kierunki lotów i linie lotnicze
| Linia lotnicza   | Kierunek |
| ---------------- | --- |
| Aerofłot         | 1. Moskwa-Szeremietiewo |
| AZIMUT           | 1. Mineralne Wody |
| Gazpromavia      | 1. Moskwa-Wnukowo 2. Tiumeń 3. Ufa 4. Jekaterynburg |
| Red Wings        | 1. Machaczkała 2. Biegisziewo (od 6 stycznia 2024) 3. Jekaterynburg |
| Rossiya Airlines | 1. Krasnojarsk |
| S7 Airlines      | 1. Moskwa-Domodiedowo 2. Nowosybirsk |
| UVT Aero         | 1. Bugulma 2. Kazań 3. Samara 4. Tobolsk |
| UTair Aviation   | 1. Tiumeń 2. Ufa |
| Yamal Airlines   | 1. Antipayuta 2. Gornoałtajsk 3. Mineralne Wody 4. Moskwa-Domodiedowo 5. Mys Kamenny 6. Nowosybirsk 7. Omsk 8. Sabietta 9. Sankt Petersburg 10. Salechard 11. Soczi 12. Tiumeń 13. Ufa 14. Jekaterynburg |